# Opoboa
Opoboa is een geslacht van vlinders van de familie spinneruilen (Erebidae), uit de onderfamilie Lymantriinae.

## Soorten
- O. bolivari (Kheil, 1909)
- O. chrysoparala Collenette, 1932
- O. schuetzei Tessmann, 1921
- O. schutzei Tessmann, 1921
- O. vitrea (Aurivillius, 1910)